# KDKO
Koordinaten: 43° 4′ 59″ N, 98° 28′ 23″ W
KDKO 89.5 FM ist eine  US-amerikanische Radio-Station in South Dakota der 'Native American Community Board, Inc.'. Die Station bedient die Yankton Reservation. Der Sender mit einer Leistung von 800 Watt ERP befindet sich in Lake Andes, Charles Mix County.
Der Betreiber, das Native American Community Board, ist eine non-profit Organisation zur Unterstützung der Communitys von Native Americans.